# Campionat capverdià de futbol 2009
La temporada 2009 de la Lliga capverdiana de futbol fou la 30a edició d'aquesta competició de futbol de Cap Verd. Va començar el 16 d'abril, abans que l'any anterior, i va finalitzar l'11 de juny. El torneig estava organitzat per la Federació Capverdiana de Futbol (FCF). L'Sporting Clube da Praia va guanyar el seu 8è títol, el 4t consecutiu, davant del seu rival de la mateixa ciutat, l'Académica da Praia. Aquesta fou la primera ocasió en què la final la van disputar dos clubs de la mateixa illa i de la mateixa ciutat. Fins a aquell moment, l'Sporting era l'únic equip en aconseguir quatre títols de manera consecutiva.
L'Sporting Clube da Praia era el defensor del títol. Van participar en la competició un total de 12 clubs, un de cada lliga insular, i un més com a guanyador del títol de la temporada anterior.
La victòria més àmplia la va aconseguir el Mindelense, que va anotar 6 gols contra el Foguetões.

## Clubs participants
- Sporting Clube da Praia, guanyador del Campionat capverdià de futbol 2008
- Académica Operária, guanyador de la Lliga de Boa Vista de futbol
- SC Morabeza, guanyador de la Lliga de Brava de futbol
- Vulcânicos FC, guanyador de la Lliga de Fogo de futbol
- Onze Unidos, guanyador de la Lliga de Maio de futbol
- Sport Club Santa Maria, guanyador de la Lliga de Sal de futbol
- Sporting Clube do Porto Novo, guanyador de la Lliga de Santo Antão de futbol (Nord)
- Os Foguetões, guanyador de la Lliga de Santo Antão de futbol (Sud)
- FC Ultramarina, guanyador de la Lliga de São Nicolau de futbol
- CS Mindelense, guanyador de la Lliga de São Vicente de futbol
- Estrela dos Amadores, guanyador de la Lliga de Santiago de futbol (Nord)
- Académica da Praia, guanyador de la Lliga de Santiago de futbol (Sud)

### Informació sobre els clubs
| Club                         | Seu                     | Estadi              |
| ---------------------------- | ----------------------- | ------------------- |
| Académica Operária           | Sal Rei                 | Arsénio Ramos       |
| Académica da Praia           | Praia                   | Várzea              |
| Estrela dos Amadores         | Tarrafal                | Tarrafal            |
| Foguetões                    | Eito                    | Amílcar Cabral      |
| CS Mindelense                | Mindelo                 | Adérito Sena        |
| SC Morabeza                  | Vila Nova Sintra        | Aquiles de Oliveira |
| Onze Unidos                  | Vila do Maio            | 20 de Janeiro       |
| Sport Club Santa Maria       | Santa Maria             | Marcelo Leitão      |
| Sporting Clube do Porto Novo | Porto Novo              | Amílcar Cabral      |
| Sporting Clube da Praia      | Praia                   | Várzea              |
| FC Ultramarina               | Tarrafal de São Nicolau | Campo do Tarrafal   |
| Vulcânicos FC                | São Filipe              | 5 de Julho          |

## Classificació

### Grup A
| Pos. | Equip                  | PJ | PG | PE | PP | GF | GC | Dif.G | Pts. |
| ---- | ---------------------- | -- | -- | -- | -- | -- | -- | ----- | ---- |
| 1    | Académica da Praia     | 5  | 4  | 1  | 0  | 10 | 5  | +5    | 13   |
| 2    | CS Mindelense          | 5  | 4  | 0  | 1  | 13 | 4  | +9    | 12   |
| 3    | FC Ultramarina         | 5  | 2  | 1  | 2  | 11 | 6  | +5    | 7    |
| 4    | Onze Unidos            | 5  | 2  | 1  | 2  | 5  | 5  | 0     | 7    |
| 5    | Sport Club Santa Maria | 5  | 0  | 2  | 3  | 6  | 13 | -7    | 2    |
| 6    | Foguetões              | 5  | 0  | 1  | 4  | 3  | 15 | -12   | 1    |

### Grup B
| Pos. | Equip                        | PJ | PG | PE | PP | GF | GC | Dif.G | Pts. |
| ---- | ---------------------------- | -- | -- | -- | -- | -- | -- | ----- | ---- |
| 1    | Sporting Clube da Praia      | 5  | 4  | 1  | 0  | 11 | 1  | +7    | 12   |
| 2    | Sporting Clube do Porto Novo | 5  | 3  | 0  | 2  | 9  | 6  | +3    | 9    |
| 3    | SC Morabeza                  | 5  | 2  | 1  | 2  | 4  | 8  | -4    | 7    |
| 4    | Vulcânicos FC                | 5  | 2  | 1  | 2  | 3  | 4  | -1    | 7    |
| 5    | Estrela dos Amadores         | 5  | 2  | 0  | 3  | 7  | 8  | -1    | 6    |
| 6    | Académica Operária           | 5  | 0  | 1  | 4  | 2  | 9  | -7    | 1    |

## Resultats
| Mindelense          | 2 - 0 | Onze Unidos        | 16 maig |
| Foguetões           | 0 - 1 | Académica Praia    | 17 May  |
| Ultramarina         | 4 - 0 | Santa Maria        | 9 juny  |
| Sporting Praia      | 0 - 0 | Vulcânico          | 16 maig |
| Sporting Porto Novo | 2 - 0 | Académica Operária | 16 maig |
| Morabeza            | 2 - 1 | Estrela Amadores   | 17 maig |

| Santa Maria        | 1 - 2 | Mindelense          | 23 maig |
| Onze Unidos        | 1 - 0 | Foguetões           | 23 maig |
| Académica Praia    | 3 - 1 | Ultramarina         | 23 maig |
| Académica Operária | 1 - 3 | Sporting Praia      | 23 maig |
| Vulcânico          | 0 - 2 | Morabeza            | 24 maig |
| Estrela Amadores   | 3 - 2 | Sporting Porto Novo | 24 maig |

| Foguetões           | 3 - 3 | Santa Maria        | 30 maig |
| Académica Praia     | 2 - 1 | Onze Unidos        | 30 maig |
| Ultramarina         | 1 - 2 | Mindelense         | 31 maig |
| Sporting Porto Novo | 0 - 3 | Sporting Praia     | 30 maig |
| Estrela Amadores    | 0 - 2 | Vulcânico          | 30 maig |
| Morabeza            | 0 - 0 | Acádemica Operária | 31 maig |

| Académica Praia  | 2 - 2 | Santa Maria         | 6 juny |
| Onze Unidos      | 1 - 1 | Ultramarina         | 6 juny |
| Mindelense       | 6 - 0 | Foguetões           | 6 juny |
| Vulcânico        | 0 - 2 | Sporting Porto Novo | 6 juny |
| Estrela Amadores | 3 - 1 | Acádemica Operária  | 6 juny |
| Sporting Praia   | 4 - 0 | Morabeza            | 7 juny |

| Mindelense         | 1 - 2 | Académica Praia     | 13 juny |
| Santa Maria        | 0 - 2 | Onze Unidos         | 13 juny |
| Foguetões          | 0 - 4 | Ultramarina         | 13 juny |
| Sporting Praia     | 1 - 0 | Estrela Amadores    | 13 juny |
| Acádemica Operária | 0 - 1 | Vulcânico           | 13 juny |
| Morabeza           | 0 - 3 | Sporting Porto Novo | 13 juny |

## Fase final
|  | Semifinals | Semifinals                   | Semifinals         | Semifinals | Semifinals |   |                         | Final | Final | Final | Final | Final |
|  |            |                              |                    |            |            |   |                         |       |       |       |       |       |
|  |            | CS Mindelense                | 0                  | 0          | 0          |   |                         |       |       |       |       |       |
|  |            | Sporting Clube da Praia      | 0                  | 3          | 3          |   |                         |       |       |       |       |       |
|  |            | Sporting Clube da Praia      | 0                  | 3          | 3          |   | Sporting Clube da Praia | 2     | 1     | 3     |       |       |
|  |            |                              |                    |            |            |   | Sporting Clube da Praia | 2     | 1     | 3     |       |       |
|  |            |                              | Académica da Praia | 0          | 1          | 1 |                         |       |       |       |       |       |
|  |            | Sporting Clube do Porto Novo | Académica da Praia | 0          | 1          | 1 | 1                       | 0     | 1     |       |       |       |
|  |            | Sporting Clube do Porto Novo |                    |            |            |   | 1                       | 0     | 1     |       |       |       |
|  |            | Académica da Praia           | 4                  | 0          | 4          |   |                         |       |       |       |       |       |

### Semifinals
Font:
| CS Mindelense | 0:0 | Sporting Clube da Praia |
| ------------- | --- | ----------------------- |
|               |     |                         |

| Sporting Clube do Porto Novo | 1:4 | Académica da Praia              |
| ---------------------------- | --- | ------------------------------- |
| Fogá 76'                     |     | Niki 32' · Gerson · Vando · 83' |

| Sporting Clube da Praia               | 3:0 | CS Mindelense |
| ------------------------------------- | --- | ------------- |
| Dário 18'(pen.) · Nuna 27' · Di I 72' |     |               |

| Académica da Praia | 0:0 | Sporting Clube do Porto Novo |
| ------------------ | --- | ---------------------------- |
|                    |     |                              |

### Final
| Sporting Clube da Praia | 2:0 | Académica da Praia |
| ----------------------- | --- | ------------------ |
| Nuna 48' 52'            |     |                    |

| Académica da Praia | 1:1 | Sporting Clube da Praia |
| ------------------ | --- | ----------------------- |
| Body 40'           |     | Nuna 49'                |

| Guanyador Sporting Clube da Praia 8è títol |

## Estadístiques
- Victòria més àmplia: Mindelense 6 - 0 Foguetões (6 juny)